# Cmentarz Północny w Manili
Cmentarz Północny w Manili – nekropolia w Manili. 
Założony w 1904, zajmuje powierzchnię 54 ha, co czyni go największym cmentarzem w metropolii Manili. Jest miejscem pochówku wielu ważnych osób z historii Filipin, między innymi 3 prezydentów, wielu artystów i działaczy.
Oprócz grobowców pojedynczych i rodzinnych, na cmentarzu usytuowano miejsca pamięci o bohaterach zbiorowych, takie jak Boy Scouts Cenotaph - upamiętniające 24 skautów, którzy zginęli w katastrofie samolotowej w 1963, Mauseleo de los Veteranos de la Revolucion poświęcone uczestnikom rewolucji filipińskiej oraz wojny filipińsko-amerykańskiej czy miejsce pochówku Thomasities, czyli nauczycieli przysłanych na początku XX wieku przez władze USA.
Ze względu na przeludnienie i ubóstwo w Manili, na cmentarzu zamieszkało około dwóch tysięcy osób, które prowadzą w tym miejscu normalne życie rodzinne. Część z nich zarabia opiekując się grobami lub świadcząc usługi dla odwiedzających.